# Busseola submarginalis
Busseola submarginalis är en fjärilsart som beskrevs av George Francis Hampson 1891. Busseola submarginalis ingår i släktet Busseola och familjen nattflyn. Inga underarter finns listade i Catalogue of Life.